# San Francesco (Lucera)

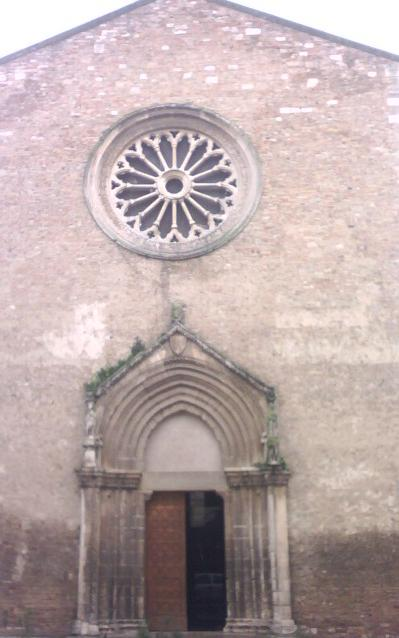
Lucera, Basilika San Francesco

Die Basilika San Francesco ist eine römisch-katholische Kirche im apulischen Lucera, Italien. Die Pfarrkirche des Bistums Lucera-Troia trägt den Titel einer Basilica minor, sie ist zugleich das Diözesanheiligtum des heiligen Franziskus Antonius Fasani. Die Kirche wurde zu Beginn des 14. Jahrhunderts auf der Piazza Tribunali im historischen Zentrum im Stil der Gotik erbaut.

## Geschichte
Als Karl II. von Anjou im Jahr 1300 die sarazenische Kolonie durch ein Massaker beendete, wurden die christlichen Kirchen neu errichtet. Dazu gehörten die neue Kathedrale, die im gotisch-angevinischen Stil erbaut wurde, und die Kirche des hl. Franz von Assisi, die Minoriten anvertraut wurde. Die Arbeiten begannen im Jahr 1300 und wurden 1304 abgeschlossen.
An der Wende vom 17. zum 18. Jahrhundert wirkte an der Kirche der Franziskanerbruder Franziskus Antonius Fasani. Er wurde am 6. August 1681 geboren und war ein großer Prediger und Verehrer der Unbefleckten Jungfrau. Als Unterstützer der Armen und Leidenden wurde er von den Einwohnern „Pater Maestro“ genannt. Er betrieb eine Armenspeise und ließ eine Statue der Unbefleckten Jungfrau Maria und eine des hl. Franziskus aufstellen, die sich noch heute in der Kirche befinden.
Das starke Erdbeben vom 20. März 1731 verursachte erhebliche Schäden an der Kirche, die ihre Altäre verlor. Fasani war für die Restaurierung des gesamten Gebäudes und seine Wiedereinweihung am 19. April 1739 verantwortlich. Drei Jahre später, am 29. November 1742, starb er im Ruf der Heiligkeit und wurde in einer Gruft in der Kirche beigesetzt.
Nach der Aufhebung der Orden im Jahr 1809 wurde das links von der Apsis errichtete Kloster zunächst als Sitz des Archivs und der Notariatskammer genutzt und dann bis auf einige Räume in das Gerichtsgefängnis integriert. Zwischen 1936 und 1943 fand eine umfassende Renovierung der Kirche statt.
Nach der Seligsprechung von Franziskus Antonius Fasani 1951 wurden seine Gebeine unter den Hochaltar umgebettet. Am 13. Juni 1983 wurde in der Mitte des Platzes neben der Kirche San Francesco ein Denkmal für Fasani eingeweiht, das aus zwei Bronzeskulpturen besteht: dem Bildnis des Seligen und der Figur der Unbefleckten Empfängnis.
Seine Heiligsprechung erfolgte 1986, im Jahr 2001 wurde die Kirche zum Diözesanheiligtum des heiligen Franziskus Antonius Fasani erklärt, wo sich jedes Jahr Tausende von Gläubigen zum Fuß des Altars begeben, um den Leichnam des „Padre Maestro“ zu ehren. In den Jahren 2002 bis 2005 wurden der Apsisbereich und der Glockenturm weiter renoviert und die Fresken restauriert.
Am 11. Mai 2012 wurde die Kirche durch Papst Benedikt XVI. in den Rang einer Basilica minor erhoben, der am 29. November 2012 in Anwesenheit von Kardinal Giuseppe Bertello verkündet wurde.

## Beschreibung
Die Fassade der Kirche weist eine Giebelfassade in romanischer Tradition auf, die von einem gotischen Portal mit dem Wappen der Anjou im oberen Teil geschmückt wird. Sie wird von einer Rosette mit sechzehn Strahlen gekrönt, die 1943 wiederhergestellt wurde.
Das Innere der Kirche besteht aus einem einzigen breiten und sehr hohen Kirchenschiff mit einer Holzbalkendecke, die von vier Spitzbogenfenstern erhellt wird; darüber befinden sich Spuren von Fresken aus dem 18. Jahrhundert, die Episoden aus dem Leben des hl. Franz von Assisi erzählen. An den Seiten befinden sich fünf Sandsteinaltäre aus dem 18. Jahrhundert mit den Holzstatuen des hl. Franziskus (1713) und der Unbefleckten Empfängnis (1718), Werke von Giacomo Colombo, dem Ecce Homo (1500), dem gekreuzigten Jesus (1600) und dem hl. Antonius von Padua (1943). Die Kanzel ist ein edler Sarkophag von 1555.

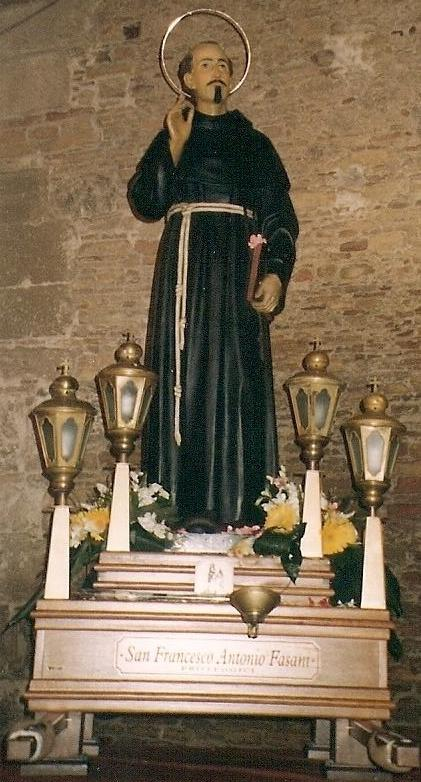
Statue von Franziskus Antonius Fasani

Die Apsis ist durch einen 18 Meter langen Triumphbogen aus tiburtinischem Stein vom Kirchenschiff getrennt. Der Fünfachtelschluss wird von drei großen gotischen Fenstern erhellt, die um die Fresken gemalt sind, die das Thema der Passionsgeschichte darstellen. Unter dem großen Fenster auf der rechten Seite rahmt ein florales gotisches Sprossenfenster eine Verkündigung aus dem 14. Jahrhundert ein. In der Mitte der Apsis, unter einem Altar aus dem Jahr 1942, wird in einer Bronzeurne der Leichnam des hl. Franziskus Antonius Fasani aufbewahrt und verehrt.
Das Heiligtum wird von zwei Gemälden der neapolitanischen Schule aus dem 18. Jahrhundert von Girolamo Gennatempo geschmückt, die den hl. Januarius mit dem hl. Bonaventura und der hl. Klara an seiner Seite und die Muttergottes der Vorsehung mit den hln. Elisabeth von Thüringen und Rosa von Viterbo zu ihren Füßen darstellen. Zwei weitere Gemälde zeigen die Wunder, die dem hl. Francesco Antonio Fasani auf dem Weg zu seiner Seligsprechung zugeschrieben werden, sowie ein Gemälde, das seine Verherrlichung darstellt. In einem Glasschrank sind seine getragenen Kleider und der Bußstock zu sehen. Eine kleine Tür an der linken Wand führt in die Kapelle der Schmerzensmutter, in der sich neben den Statuen des toten Christus und der Schmerzensmutter eine Holzstatue des hl. Franziskus Antonius Fasani (1951) und eine Leinwand mit der Darstellung der Kreuzabnahme aus dem späten 16. bis frühen 17. Jahrhundert zu sehen sind.
An das Heiligtum angeschlossen ist das Minoritenkloster, in dem die Zelle des hl. Franziskus Antonius Fasani besichtigt werden kann. Am 16. November 2010 wurde die Zelle, in der der heilige Franziskus Antonius Fasani 35 Jahre lang lebte und seinen letzten Atemzug tat, wieder Teil des Klosters von Lucera. Die Franziskaner erhielten das Gelände von der Gefängnisverwaltung, die es gut 144 Jahre lang innehatte.